# Vargas Island Park
Vargas Island Park är en park i Kanada.   Den ligger i Regional District of Alberni-Clayoquot och provinsen British Columbia, i den sydvästra delen av landet, 3 700 km väster om huvudstaden Ottawa.
Terrängen runt Vargas Island Park är varierad. Havet är nära Vargas Island Park åt sydväst. Trakten är glest befolkad. Närmaste större samhälle är Tofino, 10,2 km öster om Vargas Island Park. 
I omgivningarna runt Vargas Island Park växer i huvudsak barrskog.